# Алојзије Степинац
Алојзије Степинац (Брезарић, 8. мај 1898 — Крашић, 10. фебруар 1960) био је загребачки надбискуп и кардинал, те блаженик Католичке цркве.
Степинац је био солунски добровољац и носилац Краљевског ордена Карађорђеве звезде. После проглашења НДХ подржавао је усташки режим и залагао се за опстанак НДХ. У НДХ је био генерални апостолски викар усташке војске. Степинчево деловање у периоду рата се је огледало у исказивању верности непријатељској сили, сарадницима окупатора, у раду на покрштавању православног становништва у НДХ, при чему је врх католичке цркве у НДХ најпре деловао сам, а затим у координацији са државним институцијама, у пропагандној делатности против покрета отпора. После рата је критиковао нову комунистичку власт. Након завршетка Другог светског рата, суд га је 1946. године осудио као ратног злочинца због сарадње са НДХ, након чега је провео остатак живота у кућном притвору и у затвору. Након унутрашњег и међународног притиска, Степинац је био пуштен из затвора Лепоглава у кућни притвор.
Папа Пије XII га је 1952. године именовао за кардинала. Степинац је преминуо од полицитемије 1960. године док је још био у кућном притвору. Папа Јован Павле II га је 3. октобра 1998. године прогласио за мученика и беатификовао у Марији Бистрици код Загреба.

## Младост и рат
Алојзије Степинац је рођен 8. маја 1898. године у селу Брезарић код Крашића, близу Загреба, у веома имућној сељачкој породици. Његов отац Јосип имао је дванаесторо деце и то четворо из првог и осморо из другог брака. Алојзије је основну школу завршио у родном месту, гимназију у Загребу. Кад је завршио шести разред гимназије, ступио је у надбискупијски лицеј с озбиљном намером да се посвети свештеничком звању.
Врло брзо је позван у аустроугарску војску 1916. године. У скраћеном року је могао положити осми разред и матуру, па је затим отпутовао у Ријеку у свештеничку школу. Убрзо се, као новопечени официр потпоручник нашао на Италијанском фронту, али његова војничка каријера убрзо је приведена крају, рањавањем у борбама на Сочи и Пијави.
Многи Степинчеви биографи помињу његову официрску разборитост и храброст, међутим, не постоје материјални докази за такве тврдње. Током Првог светског рата, његови родитељи нису имали никаквих вести о њему. У Крашић је стигла вест да им је син погинуо негде у Србији и послате су им његове ствари. Степинац је заправо био заробљен 1918. и одведен у италијанско заробљеништво. Чим је чуо да је основан Југословенски одбор и да се организује Југословенска легија, јавио се као добровољац. Југословенска легија је пребачена на Солунски фронт кад је он већ био пробијен, али та ратничка епизода из његовог живота биће пресудна у каснијој црквеној каријери. После победе служио је као официр у Врању, Гњилану и Приштини, до пролећа 1919. године, када је демобилисан у чину потпоручника. Степинцу није било по вољи да се говори и пише о његовом добровољаштву и чину, па је одбио да учествује у раду Удружења резервних официра добровољаца и, на сопствени захтев, разрешен дужности резервног официра Краљевине. За службу у југословенским снагама током Првог светског рата, Степинац је награђен Карађорђевом звездом.   Исте године Степинац се уписао на Агрономски факултет у Загребу. Током студија учланио се у академско католичко друштво Домагој. На студијама је остао свега годину дана, након чега се вратио на имање свог оца где је неколико наредних година радио. Степинац је ту упознао и своју велику љубав Марију Хорват, кћерку свог учитеља. Марија се са породицом преселила у Загреб, па ју је Степинац запросио писменим путем. Иако је првобитно прихватила брачну понуду, Марија Хорват се касније предомислила и вратила му веренички прстен. Степинац је члан Хрватског орловског савеза и путовао је на слет католичког сокола у Брно. Био је на челу групе током процесије и носио је хрватску заставу.

## Свештеник
Степинац се 1924. године нашао у Риму, по препоруци ректора Загребачког сјеменишта др. Јосипа Лончарића. Ту је на папском универзитету Грегоријани (језуитски, римски Германикум), добивши америчку стипендију, завршио након седам година филозофију и теологију и урадио два доктората. Ту је научио да говори и пише италијански, француски, немачки и латински.
По повратку у Загреб, заређен је за католичког свештеника 1930. године. Млади језуитски штићеник бива примљен у надбискупску канцеларију, а затим је 1931. године именован и за церемонијара надбискупа др Анте Бауера. Управљао је кратко време жупом у Самобору, а потом и у жупи Св. Ивана Зелина - "гдје је оставио мучну успомену јер је био од надбискупа натурен против воље грађана и сељака, који су жељели да на упражњену жупу дође старији капелан кога је свијет познавао и волио." Отпор према њему је био толико јак да је довео дотле, да тек помоћу жандармерије (која је применила силу), буде уведен у своју дужност. Али како није успевао да одобровољи народ, био је повучен је одатле у Загреб, да буде опет уз надбискупа Бауера. Овај га је на пречац одредио за свог помоћника и наследника. Није му сметала ни Алојзијева анонимност, његово неискуство, ни недовољна примена богословског знања (која се стиче годинама), ни потребан углед а ни црквени и политички ауторитет међу католичким свештенством. Било је довољно што је рано показао фанатичну клерикалност и извесну "несустежљивост у иступу". Године 1933. је због проблематичног говора у Прегради, у којем је правио непримерене алузије на југословенског владара, имао посла са полицијом, због чега се примирио до свог постављења за црквеног поглавара.
Убрзо је тешко оболели надбискуп Бауер затражио од Ватикана да му се додели коадјутор с правом наследства на загребачкој надбискупској столици. Степинац је 1934. године именован за коадјутора (помоћника) загребачког надбискупа, са правом да га наследи. У то време Степинац је био у Хрватској потпуно непознат. Предлог да то буде управо Алојзије Степинац, а затим и одлука - одјекнули су на Каптолу као потпуно изненађење. Озбиљне критике конкурената, па и осталих чланова високог католичког клера, биле су упућене југословенском епископату као и ватиканским личностима, пре свега Пију XI и његовом великом секретару Марији Пачелију, будућем папи Пију XII. Међутим, све се на томе и завршило, јер је Ватикану изгледа био потребан млад и одлучан борац, који ће бити у стању да одговори захтевима клера. Биографија Степинца је умногоме помогла да се сав посао око његовог наименовања брже обави. Како је у то време тражена сагласност југословенске владе око његовог наименовања, краљ Александар се сложио знајући да је Степинац био добровољац на Солунском фронту, сматрајући да је то и израз његовог југословенског опредељења. Кад се показало да сви остали кандидати имају неке мањкавости, он је предложен и показао се прихватљивим и за Ватикан и за краља Александра, због његовог добровољног пријављивања у српску војску у Првом светском рату. Ипак, какве год да су били Степинчеве пројугословенске склоности, временом ће он постати велики хрватски националиста.Степинчево добровољаштво се после овога више никада неће помињати, чак ће се тврдити да то није тачно.  Тако је Степинац још за живота Бауера постао шеф епископата, 28. маја 1934. године.
Краљ Александар је владао државом кроз диктатуру. Степинац је био међу онима који су потписали Загребачки меморандум тражећи пуштање из затвора Влатка Мачека и других хрватских политичара, као и општу амнестију.
Краљ Александар је био убијен у Марсељу 1934. године и Степинац је са бискупима Антуном Акшамовићем, Динизијем Њарадијем и Грегоријем Рожманом добио специјалну дозволу од Ватикана да присуствује краљевој сахрани у православној цркви.
О исламу пише у своме дневнику (датум 10.1.1935): „Разумијем да неуки пук пристане и држи уз ислам. Али да културан човјек који збиља тежи за спознајом истине пристане уз ову смијешну мјешавину жидовства, католицизма, односно кршћанства и поганства, то не могу разумијети.”
О православљу, које назива шизмом, каже: „Шизма је највеће проклетство Еуропе, скоро веће него протестантизам. Ту нема морала, нема начела, нема истине, нема правде, нема поштења.”, и на другом месту: „Жалосна је, али изгледа по свему истинита народна пословица 'нит' у мору мјере, 'нит' у Влаху вјере”. . У дневничкој белешци од јануара 1940 пише: „Најидеалније би било да се Срби врате вјери својих отаца, тј. да пригну главу пред намјесником Кристовим – Св. Оцем. Онда би и ми коначно могли одахнути у овом дијелу Европе, јер бизантинизам је одиграо страшну улогу у повијести овог дијела свијета у вези са Турцима”.
О слободном зидарству и комунизму се на проповједи у Марији Бистричкој 6. јула 1940, изражава вулгарно: "Ту је права неман слободног зидарства, којој је перфидним подземним радом успјело да неколико деценија трује хрватски народни живот и да најгоре прљавштине заодјене велом кријепости и напретка у биједу и пропаст, не престаје роварити ни данас у нашој домовини. Ту је неман крваве Коминтерне која нам хоће силом на мјесто култа правога и живога Бога, наринути култ обичних злочинаца, којима су уста пуна хвале о великим дјелима комунизма, а руке крваве и запрљане од крви убијених невиних жртава мужева и жена, младића и стараца;"
Био је изразито нетрпељив према мањим хришћанским заједницама, а нарочито према Старокатоличкој цркви у Југославији, за коју је изјавио: „Старокатолицизам је трулеж на нашем народном организму и треба га одстранити“. Степинац је нападао и протестантизам, изјавивши у говору из 1938: "Док је [католичка] Црква на све стране развијала благотворни рад, нијесу мировале ни 'Portae inferi - врата паклена' о којима говори Исус Крист. Већ у XIV стољећу почеше ницати пророци, којих не мањка до данас, говорећи, да ће човјечанству бити боље, ако се Црква ограничи на рад између четири зида и ако јој се одузме сваки уплив на јавни живот. Кад је касније још придошла реформација (или боље деформација) под водством Лутера и порушила начела законитог од Бога даног ауторитета, био је широм отворен крај анархији на сваком подручју људског живота". На истој конференцији, који је организовала Католичка акција, Степинац је жестоко нападао комунизам, али никада није помињао нацизам или фашизам, иако је папа Пије XI објавио енциклике у којима их је оба осудио. Одан Ватикану, Степинац је пратио политику Ватикана који је у Шпанском грађанском рату подржавао Франка исто као и италијански фашисти и немачки нацисти. Такође, Ватикан је у нацистичкој Немачкој видео као главног бранитеља од комунистичке претње са истока, па није било згодно иступати.
После смрти Бауера, млади Степинац је преузео управу Загребачке надбискупије 7. децембра 1937. године. Као загребачки надбискуп, Алојзије Степинац се оштро супротставио одбијању Краљевине Југославије да потпише Конкордат са Ватиканом, па се окреће ка хрватској опозицији.
Нарочито је био огорчен на пробританске официре који су били противни приступању Југославије Тројном пакту, који су у Београду извршили државни удар и збацили намесништво кнеза Павла.

## Други светски рат
Загребачки надбискуп Алојзије Степинац је од првих дана здушно благословио стварање „католичке државе“, како је он често називао НДХ. Два дана по проглашењу НДХ, 12. априла 1941. године састао се са пуковником Славком Кватерником.
Надбискуп Степинац се први пут састао са Антом Павелићем одмах по његовом повратку 16. априла 1941, четири дана након проглашења НДХ и изразио пуну подршку усташкој новооформљеној држави.
Степинац је на Ускрс 1941. године поново објавио формирање НДХ и том приликом је у име Ватикана благословио усташког поглавника Анту Павелића. Тада је, између осталог, рекао: „Док Вас ми срдачно поздрављамо као главу НДХ, ми молимо Бога Звезда да да свој небески благослов Вама, вођи нашег народа“. Већ 28. априла 1941. године Степинац је написао „пасторално писмо“ у коме је позвао своје свештенство да подржава и брани нову католичку државу Хрватску.
Одмах по освајању власти, усташе су почеле са остваривањем својих планова ликвидације Срба, Српске православне цркве, Јевреја, Рома и анти-усташки настројених Хрвата. Степинац је био упознат са тим, јер су се егзекуције изводиле јавно.
У писму папи од 14. јуна 1941., Степинац се залаже да Ватикан призна НДХ у коме каже: "Не сумњам Свети Оче да се овдје води очајна борба на живот и смрт између шизме која је представљена у српству и католичанства представљеног у Хрватима".
Степинац је председавао првом бискупском конференцијом по успостављању НДХ, одржаном у Загребу 25. и 26. јуна 1941. закључено је да целокупни католички епископат, на челу са Степинцем, посети Павелића и тако на колективан начин да до знања свим католицима у НДХ да су надбискупи и бискупи одани новој држави и поглавнику Анти Павелићу.
Када су усташе из Загреба депортовали у логоре око 2.000 Јевреја, Степинац је упутио писмо Павелићу у ком критикује тај чин због окрутног поступања, али не и сам чин одвођења.
У једном од писама наводи да верује да би, ако би Анте Павелић остао 20 година на челу владе, Срби нестали из Хрватске. Историчар Хрвоје Класић наводи да би његове поруке данас биле означене као етничко чишћење.
По Класићу, Степинац је 16. маја 1941 послао писмо папи у коме говори о„ законима против Жидова” ("Leggi contro gli Ebrei"), као средству да се удобровоље нацисти јер је "много мање зло то што су Хрвати донијели овај закон него да су Нијемци преузели сву власт у своје руке". О преверавању каже у истом писму: "Пошто је власт католичка, осјећа се велики пораст обраћања Жидова и православних шизматика (тј. Срба) у католичанство. Морамо бити врло пажљиви приликом њихова примања, пошто су у питању материјални интереси. … На крају, потпуно искрен, могу примијетити да у круговима власти постоји најбоља жеља да се Хрватска претвори у католичку земљу. Ратни министар ми је апсолутно гарантирао: или ће Хрватска бити католичка земља или нека нестане".
Класић додаје: "У тренутку када Степинац пише ово писмо већ неколико тједана постоји логор Даница покрај Копривнице у који усташе одводе стотине (а ускоро и тисуће) невиних Срба и Жидова. Два тједна прије Степинчева писма, 28. травња, усташе су поубијале двјестотињак сељака српске националности из села Гудовца крај Бјеловара, а само три дана прије Степинчева писма (12./13. свибња) близу 400 Срба из Глине и околице."
Преверавање је вршено под принудом, пошто многи Срби нису имали избора, могли су или да буду покатоличени или да буду убијени. Доста их је, чак, побијено и после преласка у католицизам. Степинац је, уз сагласност и под надзором опата Ђузепеа Рамира Марконеа, папског легата у НДХ, сазвао нову бискупску конференцију у Загребу од 17. до 20. новембра 1941. која је била посвећена прелазима православаца у католичку веру. За руковођење покатоличавањем Бискупска конференција је изабрала Одбор тројице, у који су ушли Алојзије Степинац, крижевачки бискуп Јанко Шимрак и сењски бискуп Виктор Бурић.
Почетком 1942. године Ватикан га је службено поставио за војног викара НДХ. Степинац је 23. фебруара 1942. године присуствовао свечаном сазивању Сабора и дочекао је Павелића и посланике поздравним говором на улазу у цркву Светог Марка.
Писмом Степинцу од 17. марта 1942, Ватикан је одобрио прекрштавање Срба: "Ако Ваша преузвишеност предочи ту потребу својој часној браћи у Хрватској, стећи ће поновну заслугу тим својим драгоцијеним доприносом за правилан развој католицизма, гдје постоје толике наде за преобраћење несједињених." 
Када је израелски државни тужилац Бар-Ор упитао Александра Арнона, предратног секретара јеврејске заједнице у Загребу и сведока на суђењу Адолфу Ајхману у Тел Авиву 1961. да ли је чуо било какве гласове протеста због транспорта босанских и словеначких Јевреја у Загреб, Арнон је одговорио: "На жалост, није било никаквих протеста. Хрватска је у потпуности била католичка држава. Штовише ни Католичка црква у Загребу није рекла ни једну реч против прогона и страдања Јевреја."
Степинац је учествовао у покатоличавању српске деце, у церемонији где је улогу кума имао Анте Павелић
У писму папи Пију XII од 18. маја 1943. године, Степинац наводи да је У НДХ покатоличено око 240.000 православних Срба и тражи од папе да се моли за опстанак НДХ јер у противном ти Срби ће напустити католичанство у коме су очигледно присилно.
Надбискуп Степинац је био потпуно свестан постојања логора Јасеновац, али се о томе није јавно изјашњавао нити томе противио.
Цело време рата Степинац никада званично није раскрстио са усташким режимом и наставио је да посећује званичне државне скупове уз Павелића, што је давало утисак да усташки режим деловао уз подршку католичке цркве. Степинца је министар правосуђа и богоштовања НДХ Павао Цанки одликовао Редом за заслуге - Велередом са звездом.
Како се ближио крај рата, Степинац је највише зазирао од победе комуниста, па се зато у потпуности сложио са Павелићевом линијом. Усташко вођство је покушало да искористи утицај Католичке цркве зарад опстанка НДХ, па је на њихову иницијативу крајем марта 1945. одржана бискупска конференција на којом су учествовали Степинац, надбискуп врхбосански Иван Шарић, бањалучки бискуп Јозо Гарић, бискуп Крижевачке епархије Јанко Шимрак и ђаковачки бискуп Антун Акшамовић. Бискупска конференција је у свом пасторалном писму од 25. марта 1945. године дала последњи формални израз подршку усташком режиму.
Маја 1945. године Степинац није желео да бежи, већ је остао у Загребу. Анте Павелић је намеравао да формално прогласи предају своје функције власти на Степинца или Мачека. Степинац није био вољан да као регент преузме ту функцију, па је инсистирао да се та идеја реализује са Мачеком. Међутим, и Мачек је одбио и такође отишао. Одмах по ослобођењу Загреба, Тито је стигао и љубазно разговарао са челницима католичке цркве 2. јула 1945. Тито је притом обећао да нова власт ништа неће направити без договора с црквом. Овим разговорима присуствовао је и Владимир Бакарић. Толерантни однос између нове власти и католичке цркве био је краткотрајан. Нарочито су почели да избијају проблеми око секуларизације црквених добара и укидање веронауке по школама.

## Суђење
Алојзије Степинац је први пут ухапшен 17. маја 1945. Био је притворен у Млинарској улици, где се својевремено налазио усташки затвор из времена рата. Саслушање и притвор су трајали до 3. јуна 1945. када је Степинац пуштен на слободу.
Дан касније, Степинац и Тито су водили дуг телефонски разговор, кога је Степинац коментарисао као: „Разговарали смо мушки.“ Тито и Степинац се нису ни око чега сложили. Степинац јавно критикује власт јер одузима имовину католичких свештеника и неке протерује. Односи са властима се још више заоштравају.
Алојзије Степинац је са својим бискупима протестовао у пастерском писму од 20. септембра 1945, где исказује замерке државе према цркви. Степинац се тада налази у процепу, јер с једне стране требало је попуштати у односу на државну власт, а с друге стране, није желео одвајање католичке цркве од Ватикана.
Нови режим је пажљиво посматрао надбискупове активности и контакте. Један од њих је био Ерих Лисак, који се септембра 1945. у тајности вратио у Хрватско, да организује крижаре против нових власти. Успоставио је контакт са надбискуповим уредом и са самим надбискупом 19. септембра, али је ускоро ухапшен. Касније је полиција је у подрумима надбискупије нашла архив усташког министарства спољних послова, збирку снимака Павелићевих говора и нешто злата.
Односи Степинца и нове власти се још више компликују јула 1946. године. Тада је Степинчев стан био под блокадом и он је држан у некој врсти кућног притвора. Степинац је могао да се извуче само да је подржао нову комунистичку власт у Хрватској. Степинац ово није учинио, већ је наставио критику власти. Ухапшен је по други пут 18. септембра 1946. године. Изведен је пред Врховни суд НР Хрватске.
Суђење Алојзију Степинцу и осталој петнаесторици, међу којима су били и Ерих Лисак и Иван Шалић, одржано је Пред Већем Врховног суда НР Хрватске од 9. септембра до 11. октобра 1946. године у дворани фискултурног училишта у данашњој Ткачићевој улици у Загребу.
Суђењу је председавао др Жарко Вимпулшек, чланови већа су били: др Антун Церинец, Иван Полдругач и Иван Пиркер; оптужницу је заступао Јаков Блажевић, а записничар је био др Анте Петровић. Алојзија Степинаца је бранио загребачки адвокат Здравко Политеа, који је својевремено заступао и Тита на „бомбашком процесу“.
Тежак део оптужбе било је Степинчево писмо папи од 18. маја 1943. године у коме Степинац наводи да је У НДХ присилно покатоличено око 240.000 православних Срба и тражи од папе да се моли за опстанак НДХ јер у противном ти Срби ће напустити католичанство.
У најкраћем, Степинац је оптужен због сарадње с врхом усташке државе, сусрета с Павелићем и другим усташким часницима, за покатоличавање десетине хиљаде Срба, за подстрек који је усташама пружао католички клер, за говоре у којима подстиче на молитву за Павелића и противнародног деловања након рата.
Бранио се ћутањем. На крају саслушања 3. октобра, Степинац је прекинуо ћутање и одржао свој велики говор. Степинац је прекрштавање Срба називао неисправним изразом, јер се ради о верском прелазу већ крштених људи.
У завршној речи, Степинац је поновио да је на све оптужбе невин, те да ће историја оценити његов рад.
Пресуда је донесена 11. октобра 1946. Само су Ерих Лисак и Шалић осуђени на смрт, а сви остали на временске казне.
Алојзије Степинац је осуђен на казну затвора с присилним радом у трајању од 16 година, губитак политичких и грађанских права у трајању од 3 године, касније му је казна преиначена на кућни притвор у родном Крашићу на Жумберку.

## Затворски дани и смрт
После изрицања пресуде, Алојзије Степинац је одведен на издржавање казне у затвор Лепоглава. Ту је остао све до 6. децембра 1951. године.
Гласови огорчења стизали су са различитих страна. За пуштање на слободу Степинца највише су агитовали римокатолички великодостојници, хрватски писци и књижевници. У таквим околностима Титова власт је попустила.
Тако је у име комунистичке власти Степинца у Лепоглави обишао др Владимир Бакарић већ у марту 1947. Молио га је да потпише већ састављену молбу председнику Југославије Титу за помиловање, уверавајући га да ће одмах бити пуштен на слободу и послат у иностранство.
Алојзије Степинац је то одбио. Чак је захтевао да се обнови процес, али не у комунистичком судству.
У међувремену је због лошег здравственог стања интерниран у родни Крашић где су га до смрти чували чувари испред куће.
Стигли су нови кораци Ватикана. Папа Пије XII је 29. новембра 1952. године именовао 14 нових кардинала, а међу њима и надбискупа Степинца. Југославија је одговорила противмером тако што је прекинула све дипломатске односе са Светом Столицом 12. децембра 1952. године.
У заточеништву у Крашићу почео је неочекивано да поболева. Сваки дан се осећао све горе и горе. Чак су се појавила и нагађања да је у затвору трован. Лекари су нашли да болује од врло ретке болести, абнормалног повећања еритроцита. Није било лека овој болести.
Умро је 10. фебруара 1960. у свом породичном дому.
Тело Алојзија Степинца је по канонском обичају сахрањено у Загребачкој катедрали 13. фебруара 1960. На церемонији је све најбоље о њему говорио песник Луцијан Кордић.

## Беатификација и култ
Чим је на власт 1990. године дошла партија председника Фрање Туђмана, хрватска Католичка црква у њој је пронашла савезника, а тиме су се обновиле и спекулације о насилној смрти кардинала Степинца. Кардинал Фрањо Кухарић је на сваку годишњицу Степинчеве смрти држао мису у његову част.
Суђење и читав процес против Степинца проглашен је монтираним процесом против хрватског народа и римокатоличке цркве од стране комуниста. Хрватски сабор је 1992. поништио пресуду Степинцу из 1946, као и многим другим особама које су осудиле комунистичке власти. Долази до издавања великог броја књига и публицистичких дела о Степинцу.
Почело је да се прича да су надбискупа, тачно 1.864 дана тровали чајем од олеандра иако је обдукција после Степинчеве смрти 1960. године показала да је надбискуп умро од последица тешке упале бубрега. Степинчево тело је ексхумирано 21. јуна 1993. и следећег дана је направљена нова обдукција. Закључак обдукције је био да приликом друге аутопсије у телу није било срца. Степинчева „мученичка смрт“ је често наглашавана, иако нема доказа да су га комунисти отровали, да су му извадили срце и спалили га.
Тражени су многи детаљи из живота да би се личност Алојзија Степинца уздигла на пиједесталу мученика вере. Појавиле су се и приче како је Степинац учествовао у спашавању Јевреја од холокауста.
Папа Јован Павле II је 3. октобра 1998. године прогласио Алојзија Степинца „блажеником“, што је први корак ка проглашењу за свеца. Храм у Марији Бистрици је постао национално маријанско светилиште.
Дана 22. јула 2016. године, загребачки Жупанијски суд у целости је поништио пресуду надбискупу Алојзију Степинцу, који је 1946. осуђен на 16 година затвора и присилног рада и на петогодишњи губитак политичких и грађанских права.

### Цитирана литература
Ђурић, Вељко Ђ. (1991). Прекрштавање Срба у Независној Држави Хрватској: Прилози за историју верског геноцида. Београд: Алфа.
Novak, Viktor (1948). Magnum Crimen: Pola vijeka klerikalizma u Hrvatskoj. Zagreb: Nakladni zavod Hrvatske.
Слијепчевић, Ђоко М. (1966). Историја Српске православне цркве. књ. 2. Минхен: Искра.
Cesarani, David (2002). The Final Solution: Origins and Implementation. Routledge. ISBN 978-1-134-74421-3.
Ramet, Sabrina P. (2006). The Three Yugoslavias: State-building and Legitimation, 1918-2005. Indiana University Press. ISBN 978-0-253-34656-8.
Ramet, Sabrina P. (2007). The Independent State of Croatia 1941-45. Routledge. ISBN 978-0-415-44055-4.
Lampe, John R. (2004). Ideologies and National Identities: The Case of Twentieth-century Southeastern Europe. Central European University Press. ISBN 978-963-9241-82-4.
Kurapovna, Marcia (2009). Shadows on the Mountain: The Allies, the Resistance, and the Rivalries that Doomed WWII Yugoslavia. John Wiley & Sons. ISBN 978-0-470-61566-9.
Jelić-Butić, Fikreta (1977). Ustaše i Nezavisna Država Hrvatska 1941-1945. Zagreb: Sveučilišna naklada Liber, Školska knjiga.
Velikonja, Mitja (2003). Religious Separation and Political Intolerance in Bosnia-Herzegovina. College Station: Texas A&M University Press.
Tomasevich, Jozo (2002). War and Revolution in Yugoslavia, 1941-1945: Occupation and Collaboration. Stanford: Stanford University Press. ISBN 978-0-8047-3615-2.
Kent, Peter C. (2002). Lonely Cold War of Pope Pius XII: The Roman Catholic Church and the Division of Europe, 1943-1950. McGill-Queen's Press - MQUP. ISBN 978-0-7735-6994-2.
Alexander, Stella (1987). The Triple Myth: A Life of Archbishop Alojzije Stepinac. East European Monographs. ISBN 978-0-88033-122-7.
Blažević, Jakov (1980). Mač, a ne mir: Za pravnu sigurnost građana. Zagreb: Mladost.
Balen, Šime (1952). Pavelić. Zagreb: Hrvatska seljačka tiskara.